# Harriet A. Hall
Harriet A. Hall (ur. 2 lipca 1945, zm. 11 stycznia 2023) – amerykańska lekarka rodzinna, chirurg lotniczy U.S. Air Force, pisarka, popularyzatorka nauki i sceptyczka naukowa o międzynarodowej sławie, która pisała o medycynie alternatywnej i szarlatanerii dla czasopism Skeptic i Skeptical Inquirer oraz artykuły o medycynie opartej na dowodach na blogu Science-Based Medicine. Pisała zazwyczaj pod własnym nazwiskiem lub używała pseudonimu The SkepDoc. Była również częstym mówcą na zjazdach naukowych i sceptycznych w USA i na całym świecie.

## Kariera
Harriet Hall otrzymała tytuł bakalaureata i doktora nauk medycznych na Uniwersytecie w Waszyngtonie. Była drugą w historii kobietą na stażu w U.S. Air Force i pierwszą, która ukończyła praktykę medycyny lekarskiej w bazie lotniczej w Eglin.
Mówiła, że była „pasywną sceptyczką” od dawna, czytając literaturę i uczestnicząc w różnych spotkaniach. Na warsztatach Skeptic's Toolbox w stanie Oregon poznała Wallace'a Sampsona, który przekonał ją do napisania artykułu dla czasopisma Scientific Review of Alternative Medicine o reklamowanej wtedy tzw. witaminie O. Wtedy zaczęła pisać artykuły dla czasopisma Skeptical Inquirer  . Kiedy rozmawiała z Michaelem Shermerem podczas konferencji The Amazing Meeting o jego książce The God Code, namówił ją do napisania recenzji tej książki w czasopiśmie Skeptic Magazine. Napisała też inne artykuły dla tego czasopisma i od 2006 roku prowadzi tam cykliczny felieton pt. SkepDoc. Taki tytuł ma też jej strona internetowa. Przed warsztatami Toolbox „… nie pisałam żadnych artykułów... a teraz jestem zatrudniona w the Skeptic's Toolbox”.
Była otwartą przeciwniczką medycyny alternatywnej, często kwestionując jej działanie. „Gdyby wykazano, że jest naprawdę skuteczna, stałaby się częścią normalnej medycyny”. W swoich pracach podkreśla wagę podążania za dowodami naukowymi przy wyborze lekarstwa. Zapytana o lekarstwo na przeziębienie o nazwie Airborne powiedziała: „Więcej jest dowodów naukowych na rosół, niż na Airborne. Do czasu powstania wiarygodnych badań typu double-blind, zostanę przy myciu rąk”. Krytykowała także U.S. Army za stosowanie akupunktury, mówiąc: pomysł, że wkłuwanie komuś igieł w ucho może zastąpić np. morfinę jest po prostu głupi”.

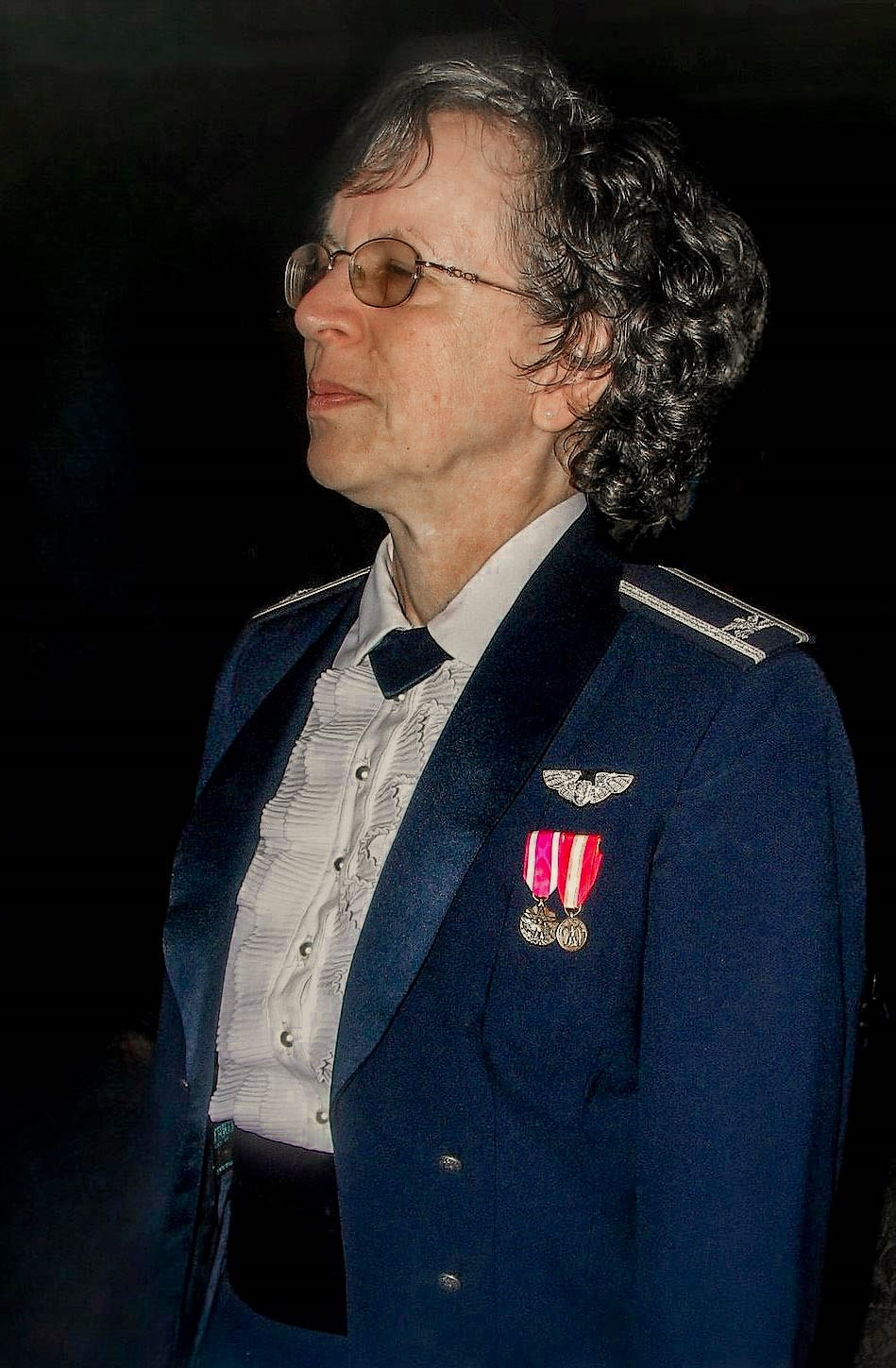
Harriet Hall na rejsie JREF — na Alasce

Publicznie krytykowała zalecenia i produkty Daniela G. Amena w artykule w Quackwatch  i gdzie indziej, mówiąc „zalecenia Amena są sprzeczne z nauką, zdrowym rozsądkiem i logiką”. Krytykowała także wielu innych zwolenników medycyny alternatywnej, w tym Andrew Weila.
Była doradcą dla strony internetowej Quackwatch i zastępcą redaktora na blogu Science-Based Medicine.
W 2009 roku była prelegentem na kilku konferencjach, m.in. Science-Based Medicine Conference i The Amazing Meeting 7, among other venues in 2009. Udzieliła wywiadu dla podcastów takich jak The Reality Check, Skepticality i The Skeptic Zone.
W roku 2008 opublikowała autobiografię skupiającą się na swoich doświadczeniach jako chirurg w U.S. Air Force (odeszła na emeryturę w stopniu pułkownika). Jako lekarka, kobieta – oficer lotnictwa, pilot i chirurg lotniczy, często napotykała uprzedzenia. Tytuł książki nawiązuje do zdarzenia po pierwszym samodzielnym locie, kiedy przedstawiciel lotniska powiedział do niej: „Czy nikt ci nie powiedział, że kobiety nie powinny latać” (ang. Didn't anybody ever tell you women aren't supposed to fly? ).
Począwszy od wydania styczniowego w 2010 roku, Harriet Hall miała cykliczny felieton w magazynie O, The Oprah Magazine, gdzie obala popularne mity zdrowotne. Jej relacje z czasopismem nie były lekkie, a felieton zakończył się w wydaniu czerwcowym 2010 roku. Tak mówi o tym doświadczeniu: „redaktor, który mnie zatrudnił, został zastąpiony mniej sympatycznym (…). Ograniczali mnie do mizernych 200 słów i próbowali powiedzieć mi dokładnie co mam pisać i o czym. Nie mogłam rozpoznać swoich słów w tekście po edycji”.
Hall zasiadała w komitecie redakcyjnym i jest jednym z założycieli "Institute for Science in Medicine". W 2010 roku została wybrana na członka Committee for Skeptical Inquiry.
W dniu 21 sierpnia 2010 roku Harriet Hall została uhonorowana nagrodą uznającą jej wkład na polu sceptycyzmu naukowego, podczas gali organizacji IIG.
Miała też prelekcję na 6 Światowym Kongresie Sceptyków w Berlinie pt. Medycyna niekonwencjonalna i alternatywna: zmyślona nauka i medycyna placebo (ang. Complementary and Alternative Medicine: Fairy Tale Science and Placebo Medicine.
Hall przemawiała też na warsztatach pt. "Dr. Google" i na panelu pt. „Prawda o medycynie alternatywnej” (ang. The Truth About Alternative Medicine), razem ze Stevenem Novellą, Davidem Gorskim i Rachael Dunlop, podczas konferencji The Amazing Meeting 2012. Warsztaty zatytułowane były: Jak znaleźć wiarygodne informacje zdrowotne w sieci i gdzie indziej, i jak sceptycznie ocenić informację, którą się znajdzie.
W roku 2015 opublikowała cykl wykładów na YouTube pt. Science Based Medicine, zleconych przez fundację JREF. Jest to kurs składający się z 10 wykładów dotyczących różnic między medycyną opartą na dowodach i nauce, a medycyną alternatywną, chiropraktyką, akupunkturą, homeopatią, naturopatią, zielarstwem, bioenergoterapią.

## Życie osobiste
Harriet Hall była mężatką, mieszkała w Puyallup w stanie Waszyngton. Jej mąż, Kirk, także jest emerytowanym oficerem U.S. Air Force. Miała dwie dorosłe córki.

## Wybrane publikacje
- S. Barret i inni, Consumer Health: A Guide to Intelligent Decisions, McGraw-Hill, 2013, ISBN 978-0-07-802848-9 (ang.). Brak numerów stron w książce
- Harriet A. Hall, Analysis of Claims and of an Experiment to Prove That Oxygen is Present in "Vitamin O", „Scientific Review of Alternative Medicine”, 1, 7, 2003, s. 29–33 (ang.).
- Harriet A. Hall, Wired to the Kitchen Sink: Studying Weird Claims for Fun and Profit, wyd. 3, t. 27, Committee for Skeptical Inquiry, czerwiec 2003, s. 46–48 [dostęp 2023-01-15] [zarchiwizowane z adresu 2023-01-13] (ang.).
- Harriet A. Hall, Chiropractic Information in a Public Library, „Scientific Review of Alternative Medicine”, 2, 7, 2003, s. 78–86 (ang.).
- Harriet A. Hall, A Skeptical View of SPECT Scans and Dr. Daniel Amen, [w:] Quackwatch [online], 15 listopada 2007 [dostęp 2009-08-08] [zarchiwizowane z adresu 2023-01-13] (ang.).
- Harriet A. Hall, Blind-spot Mapping, Cortical Function, and Chiropractic Manipulation, „Scientific Review of Alternative Medicine”, 1, 9, 2005, s. 11–15 (ang.).
- Harriet A. Hall, Seek & Ye Shall Find: The God Code (Book Review), „Skeptic”, 4, 11, The Skeptics Society, 2005 (ang.). Brak numerów stron w czasopiśmie
- Harriet A. Hall, Teaching Pigs to Sing: An Experiment in Bringing Critical Thinking to the Masses, „Skeptical Inquirer”, 3, 30, czerwiec 2006, s. 36–39 [dostęp 2023-01-15] [zarchiwizowane z adresu 2022-05-29] (ang.).
- Harriet A. Hall, Death By Medicine, [w:] Science-Based Medicine [online], 24 czerwca 2008 [dostęp 2023-01-15] [zarchiwizowane z adresu 2023-01-13] (ang.).
- Harriet A. Hall, Women Aren't Supposed to Fly : The Memoirs of a Female Flight Surgeon, Lincoln, NE: iUniverse, 2008, ISBN 978-0-595-49958-8, OCLC 263094055 (ang.).
- Harriet A. Hall, Kevin Howell, There's No Such Thing as the Tooth Fairy!, BookBaby, 2022, ISBN 978-1-66785-244-7 (ang.). Brak numerów stron w książce